# Mały Ciemniak
Der Mały Ciemniak (deutsch: Unterer Nebelberg) ist ein 578 m hoher Berg im schlesischen Teil des Isergebirges in Polen. Der Mały Ciemniak liegt im Zackenkamm in der Gemeinde Piechowice.

## Beschreibung
Der Gipfel ist vollständig mit Nadelwald bewachsen. Der Berg besteht aus Graniten und Gneisen sowie Quarzen. 